# Musée Guimet
Musée Guimet, właśc. Musée national des arts asiatiques-Guimet (MNAAG) – muzeum narodowe sztuki azjatyckiej w Paryżu. 

## Historia
Muzeum zostało założone w Lyonie z inicjatywy francuskiego przemysłowca Émile’a Étienne’a Guimeta (1836–1918) w celu prezentowania własnej kolekcji dzieł sztuki zgromadzonych podczas podróży dookoła świata w 1876 roku. Z wyprawy tej przywiózł 300 obrazów, 600 posągów oraz kilka tysięcy dzieł sztuki japońskiej i chińskiej. Zbiory zostały po raz pierwszy udostępnione publiczności podczas wystawy światowej w Paryżu w 1878 roku, a rok później były prezentowane w nowym muzeum w Lyonie. 
Następnie Guimet przekazał swoje zbiory państwu, które ufundowało nowych gmach muzeum na Place d’Iena w Paryżu, dokąd przeniesiono kolekcję i otwarto dla zwiedzających 20 listopada 1889 roku. Początkowo placówka nosiła nazwę Muzeum Religii z uwagi na profil pokazywanych eksponatów. W 1928 roku została przekształcona w Muzeum Narodowe Sztuki Azji po włączeniu do jej zbiorów kolekcji przywiezionych z francuskich ekspedycji i wypraw naukowych do Tybetu, Azji Środkowej, Chin i Kambodży. Do muzeum trafiły artefakty zebrane m.in. przez Charles’a Varata (1842/1843–1893) w Korei, Jacques’a Bacota w Tybecie, Paula Pelliota (1878–1945) i Édouarda Chavannesa (1865–1918) podczas wielkich ekspedycji do Azji Środkowej i Chin. W latach 20. i 30. XX w. muzeum wzbogaciło się o obiekty z wykopalisk prowadzonych przez Francuską Delegację Archeologiczną w Afganistanie, a w 1927 roku przejęło kolekcję Muzeum Indochin w Trocadero. W 1945 roku do muzeum przeniesiono z Luwru kolekcję dzieł z Dalekiego Wschodu, a do Luwru egipskie zbiory Guimeta. W latach 60. XX w. rozbudowano zbiory sztuki Indii.
W latach 1996–2001 przeprowadzono gruntowną renowację gmachu muzeum. Stworzono duże, wolne przestrzenie wystawiennicze i zadbano o oświetlenie naturalnym światłem.

## Zbiory
Kolekcja muzeum obejmuje sztukę z terenu Afganistanu i Pakistanu, obszaru Himalajów, regionu Azji południowo-wschodniej i Azji środkowej a także z Chin, Korei, Indii i Japonii. W zbirach muzeum znajduje się również kolekcja Riboud – kolekcja tkanin azjatyckich. 

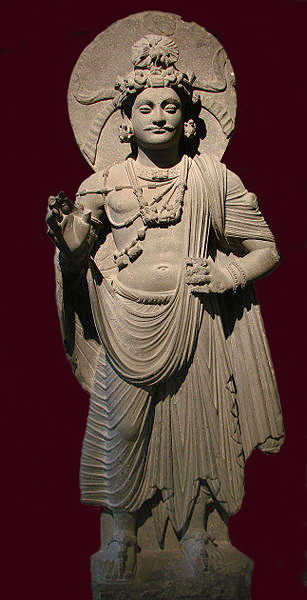
Figura Bodhisattwy, Gandhara
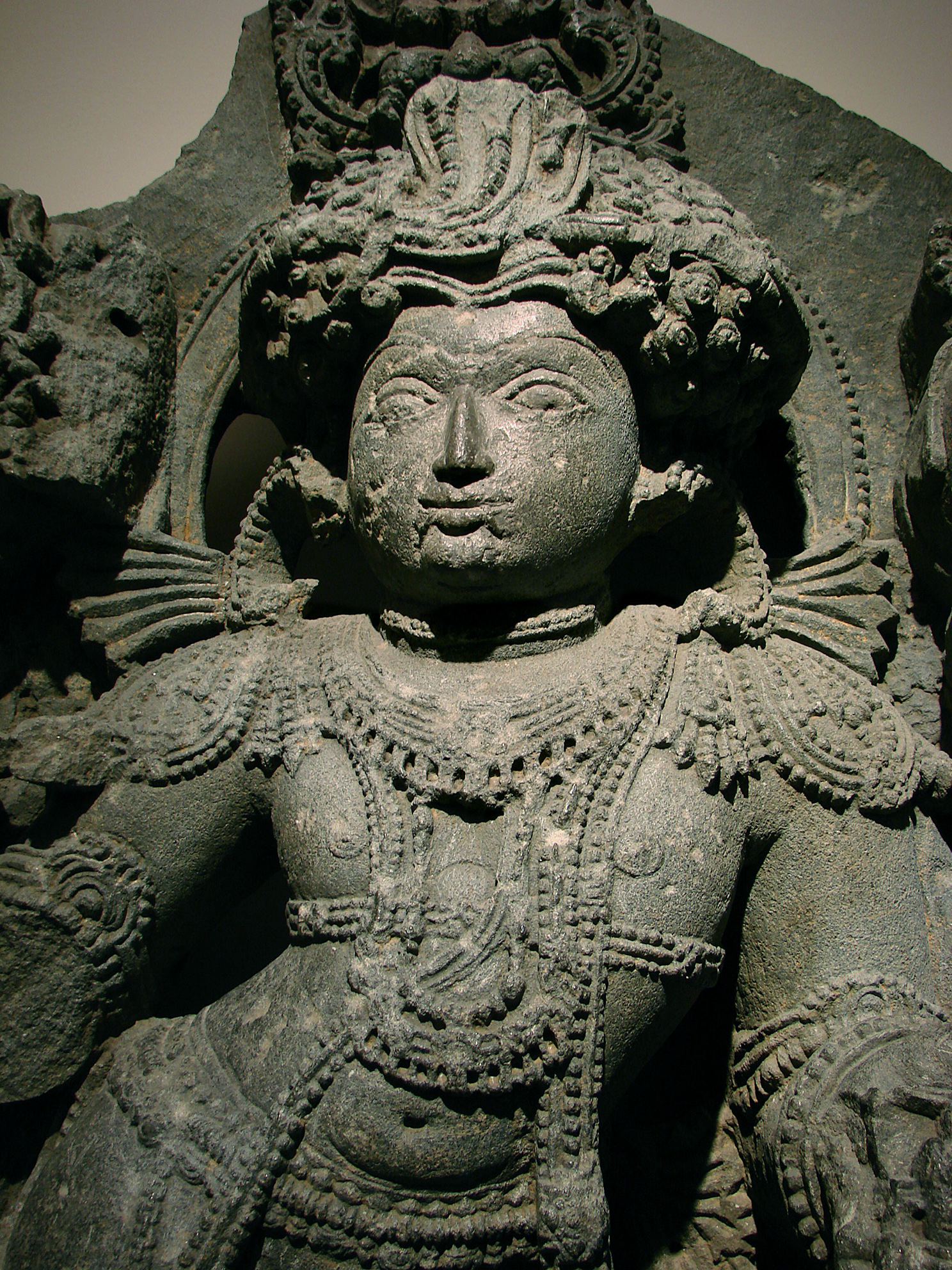
Rzeźba Bhajrawy, Karnataka (XIII w.)
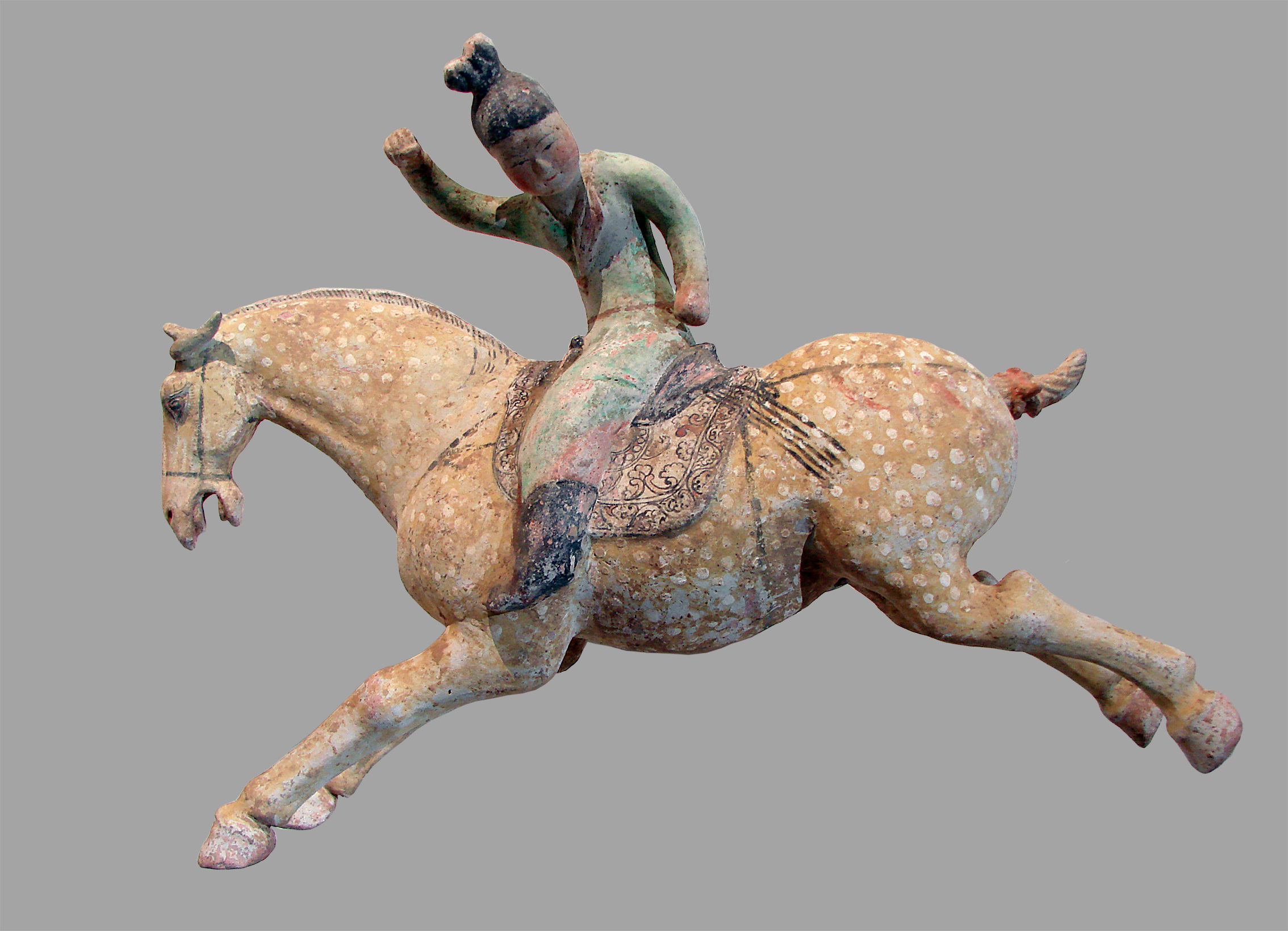
Figurka młodej kobiety grającej w polo, Chiny, Dynastia Tang
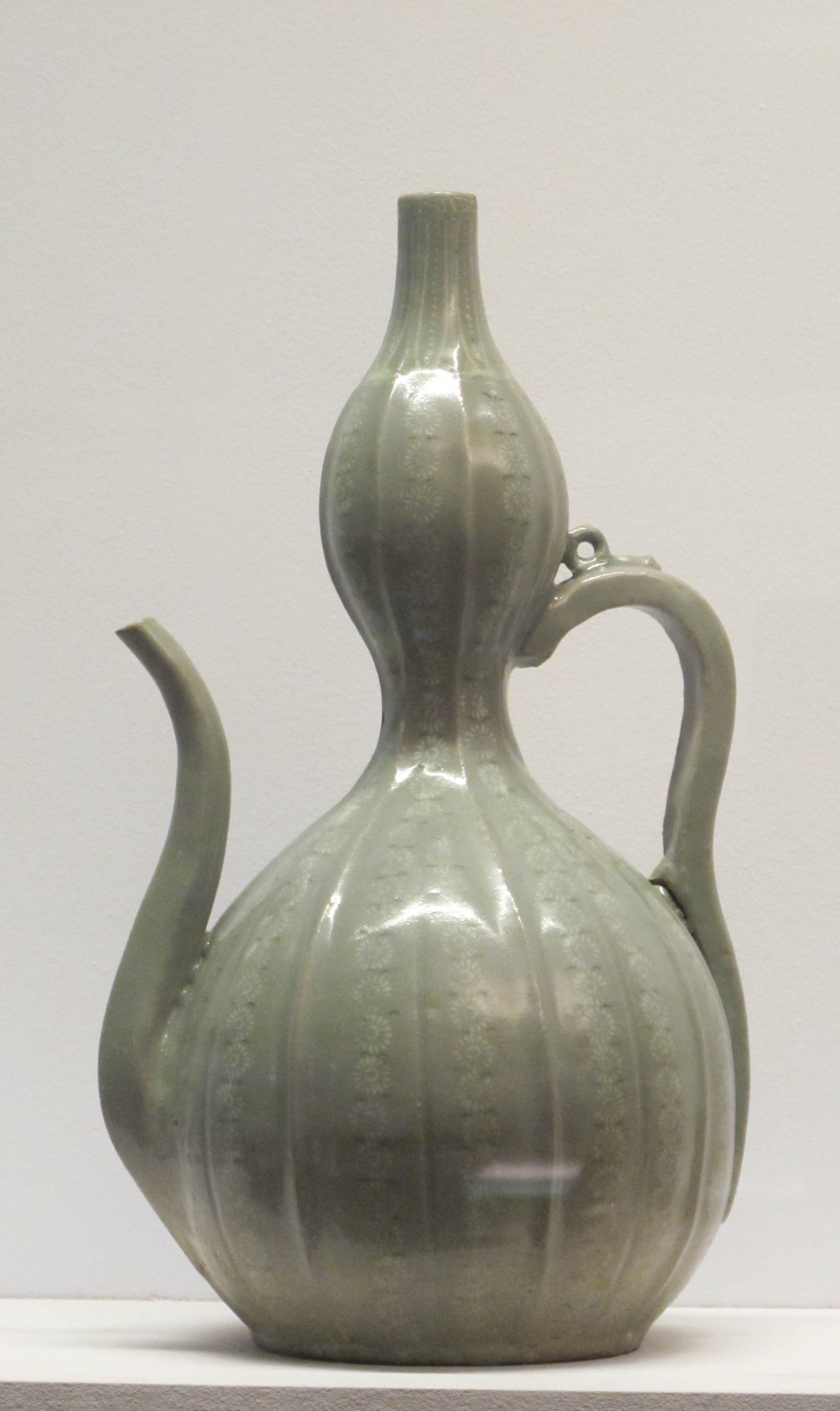
Dzban, Korea, Okres Goryeo (XII–XIII w.)
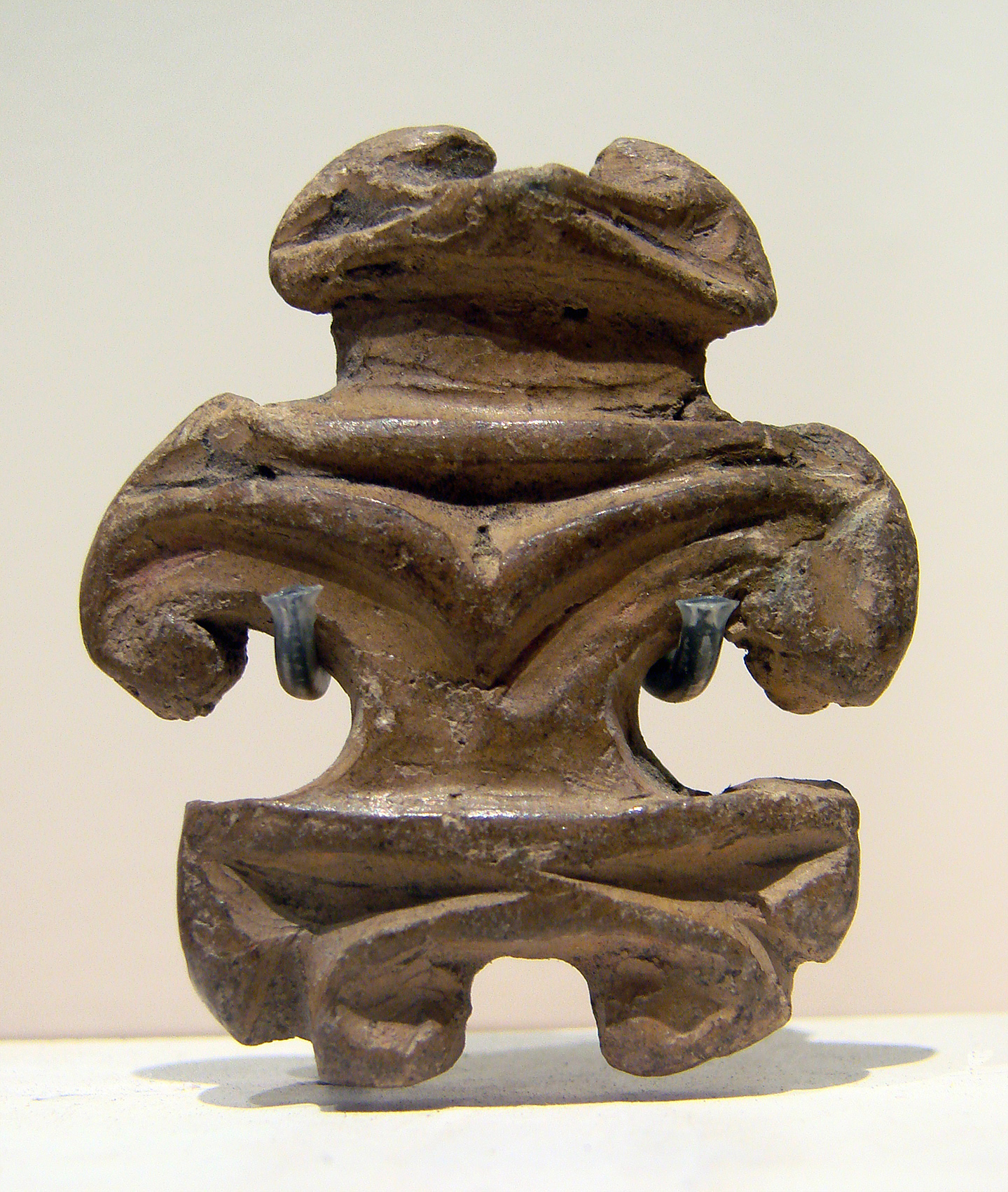
Dogū, Japonia
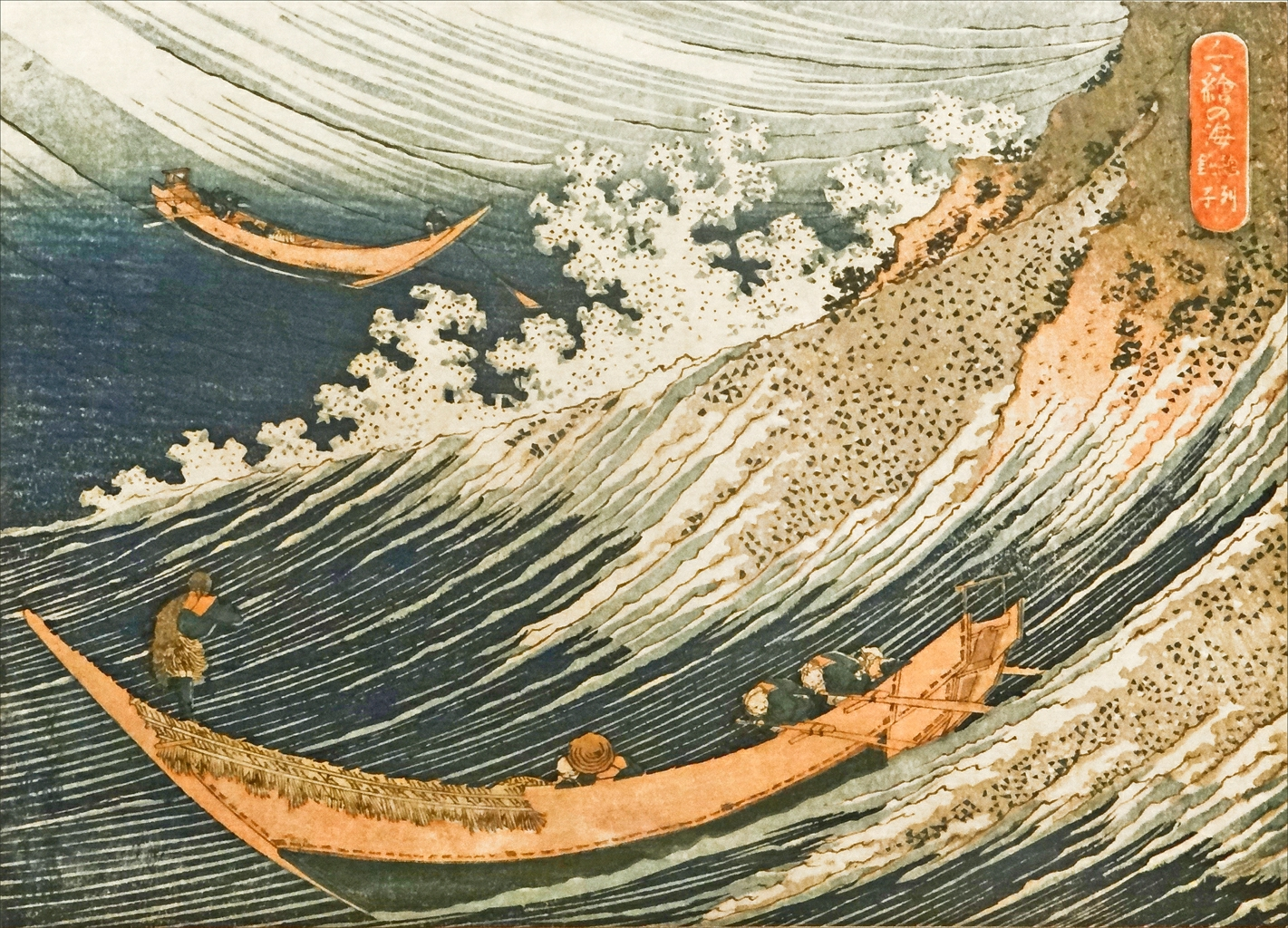
Z cyklu Tysiąc obrazów morza, Hokusai Katsushika, 1833–1834